# Dámaso Antonio Larrañaga
Dámaso Antonio Larrañaga, né le 10 décembre 1771 à Montevideo et mort dans la même ville le 6 février 1848, est un prêtre, homme politique, naturaliste et botaniste uruguayen.

## Biographie
Dámaso Antonio Larrañaga est le fils de Manuel de Larrañaga, un dignitaire d'origine basque, membre du cabildo colonial durant la Vice-royauté du Río de la Plata. Dámaso Antonio Larrañaga fit ses études à Córdoba et à Buenos Aires, puis en 1799, il revint à Montevideo comme prêtre de la milice. Lors des invasions britanniques, il participa à la lutte armée contre l'envahisseur britannique, lors de la reconquête de Buenos Aires et de Montevideo.
Le 18 mai 1811, il participa, au côté du général José Gervasio Artigas, à la bataille de Las Piedras livrée lors de la guerre d'indépendance de l'Uruguay, alors appelée la Banda Oriental, pour se libérer de l'emprise de l'empire colonial espagnol. Il participa ensuite à l'Assemblée constituante de 1813.
En 1815, il fut un des principaux fondateurs de la bibliothèque nationale de l'Uruguay et son premier directeur et conservateur lors de son inauguration, le 26 mai 1816. Il contribua au fonds de la bibliothèque nationale par une donation de sa collection d'ouvrages.
Devenu vicaire apostolique, le président Manuel Oribe fit appel, en 1833, à lui lors du projet de création de l'université de la République dont il devint le premier recteur lors de son inauguration le 18 juillet 1849.
L'université catholique d'Uruguay, créée en 1985, porte son nom (Universidad Católica del Uruguay Dámaso Antonio Larrañaga).
Passionné de botanique, il étudia les plantes. L'abréviation standard des auteurs en taxinomie végétale désigne sous le nom de "Larrañaga" un nom botanique dans la nomenclature botanique. Naturaliste, il étudia également la diversité de la faune de son pays. Il réalisa de nombreuses descriptions et classification de plantes et d'animaux, dont il publia les travaux dans son "Diario de Historia Natural".